# Mörk sländfluga
Mörk sländfluga (Sphaerophoria virgata) är en tvåvingeart som beskrevs av Goeldlin 1974. Mörk sländfluga ingår i släktet sländblomflugor, och familjen blomflugor.
Artens utbredningsområde är Schweiz. Arten är reproducerande i Sverige. Inga underarter finns listade i Catalogue of Life.